# Tko se boji Virginije Woolf? (1966.)
Tko se boji Virginije Woolf? (engl. Who's Afraid of Virginia Woolf?) je Oskarom nagrađeni film iz 1966., adaptacija istoimenog kazališnog djela kojeg je napisao Edward Albee. Film je režirao Mike Nichols a producirao ga je Warner Bros.

## Radnja
Radnja filma se odvija jedne subotnje večeri na sveučilištu New England a glavni protagonisti su bračni par: povjesničar George koji je u braku postao cinik i njegova supruga alkoholičarka Marta, koja se ne može pronaći u procesu starenja i koja je kćerka predsjednika sveučilišta. U posjeti Georgeu i Marti, dolaze njihovi susjedi, mladi bračni par Nick i Honey. Pred šokiranim gostima i potpomognuti alkoholom George i Marta pokazuju sve frustracije njihovog dvadesetogodišnjeg braka kroz stalne psihičke sukobe. George i Marta u trenutcima kad su bili nasamo s Nickom i Honey saznali su neke detalje iz njihove veze i te informacije primjenjuju da bi isprovocirali i mladi bračni par što im na kraju i uspijeva.

## Adaptacija
Warner Bros. je za glavne uloge predvidio Bette Davis i Jamesa Mesona, ali na kraju angažira Elizabeth Taylor i Richarda Burtona koji su obećavli veći publicitet filmu zbog njihovog turbulentnog braka. Taylorin honorar za film je bio milijun dolara dok je Burton dobio 750 000 dolara. Osim toga dobili su 10% od zarade filma, tako da se njihova sveukupna zarada popela na više od 6 milijuna dolara.
Filmska inačica razlikuje se malo od kazališne. U kazališnoj inačici imaju samo 4 osobe u cijelom komadu, dok u filmskoj postoji i jedna sporedna uloga, konobar na benzinskoj pumpi, koji izgovori i nekoliko rečenica i njegova supruga, koja samo servira piće i poslije toga nestaje. Te dvije uloge dodijeljene su Franku Flanaganu, inače zaduženom za osvjetljenje u filmu i njegovoj supruzi Agnes. 
U kazališnom djelu radnja se odvija isključivo u Georgovoj i Martinoj kući. U filmu jedna scena se odvija već na spomenutoj benzinskoj pumpi, jedna u Georgovom i Martinom vrtu i jedna u njihovom autu. Ako se zanemare te male razlike može se reći da se film tijesno pridržava radnje iz kazališnog komada.